# Ceva-i-Ra
Ceva-i-Ra (Engels: Conway Reef) is een koraalrif (een atol ) in de Stille Oceaan behorend bij Fiji. Het rif is 3 kilometer lang. Er ligt een zandbank bij die 600 meter lang is en 1,5 meter boven water uitsteekt.
Het rif werd door de Europeanen ontdekt in 1838 door kapitein John Drinkwater Bethune van de Royal Navy. Hij noemde het Conway Reef, naar zijn schip, de HMS Conway. Jaren later pas werd het door kapitein Henry Denham van de HMS Herald in kaart gebracht.
In 1979 en 1981 leden twee schepen schipbreuk bij het rif.